# De Cock en de dode meesters
De Cock en de dode meesters  is het eenenveertigste deel van de detectivereeks De Cock van de Nederlandse auteur Appie Baantjer waarin rechercheurs Jurriaan 'Jurre' de Cock en Dick Vledder de moord oplossen op een advocaat met louche contacten die vermoord gevonden wordt in de Brouwersgracht te Amsterdam.

## Verhaal
Rechercheur De Cock en zijn collega Vledder zijn aan de cognac bij Smalle Lowietje. Lowie heeft Manke Nelis ingehuurd als zanger voor zijn etablissement, omdat de dames in het café zo van zijn smartlappen houden. De Cock klaagt zijn nood over het verhoren van anderstalige verdachten via een tolk. Lowie begrijpt dat je zo geen contact krijgt en hij ziet geen andere oplossing dan pensioen voor de grijze rechercheur. Collega Dick Vledder wil daar nog niets van weten. Lowie brengt het gesprek op een maffia-achtige organisatie, die handelt in potentiepillen. Die gore troep is volgens Lowie goeie handel waar hij echter ver van blijft. De Cock denkt dat de Narcoticabrigade dit soort zaken onderzoekt. Lowie fluistert dat er een executie op handen is. Officier van justitie Mr. Donker-Korzelius wordt in penoze kringen al als slachtoffer genoemd. Als ze teruglopen naar het bureau vertelt Dick Vledder desgevraagd dat hij de genoemde officier van justitie wel kent. Op het hoofdbureau kunnen ze hem wel waarderen, omdat hij vervolgt in plaats van de zaken te seponeren. Terug aan de Warmoesstraat heeft wachtcommandant Jan Kusters een vreemd telefoongesprek ontvangen. Een van de officieren van justitie zou op het punt staan geliquideerd te worden. Aan de balie van de wachtcommandant belt Dick Vledder onmiddellijk. Volgens zijn vrouw wordt meester Donker-Korzelius al sinds zondag vermist.
Met hun politiegolf rijden de twee rechercheurs naar het huisadres, een etagewoning aan de Arend Janszoon Ernststraat in Amsterdam Buitenveldert. Omdat de deur niet in het slot is, kunnen de twee rechercheurs zonder bellen naar binnen. De vrouw des huizes biecht op dat ze maandagmorgen haar man ziek heeft gemeld, omdat Karel zondagavond niet thuis was gekomen. Ze vertelt de rechercheurs ook dat de deur open stond omdat Karel geen sleutels bij zich had en ze hoopt alsnog op zijn thuiskomst. Ze verdenkt hem deze keer van een liefdesaffaire met zijn secretaresse Annette van het Sticht. Tijdens hun terugrit worden de twee rechercheurs opgeroepen te gaan kijken in de Brouwersgracht bij de Melkmeisjesbrug. Daar drijft een dode man in het water. Op de brug ziet De Cock iets in de rug van het lijk steken dat Dick Vledder herkent als een breinaald. De dode man is niet de vermiste officier van justitie. Het is een lange slanke goedgebouwde man van rond de 35 jaar. Moedervlek op de linkerschouder en vlak boven de rechterpols een zwart omrande groene tatoeage van een klavertjevier. Eenzelfde tatoeage blijkt desgevraagd ook Karel Donker-Korzelius te hebben volgens zijn vrouw. Laatstgenoemde wil nu toch opsporing via de telex van haar man. Ook het gevonden lijk wordt op de telex gezet.
De volgende ochtend krijgt De Cock zijn gebruikelijke twistgesprek met commissaris Buitendam. Officieren van justitie verdwijnen niet volgens zijn chef en dat komt sowieso niet met vette letters in het ochtendblad. Terug van de sectie meldt Dick Vledder dat het lijk al een groot aantal dagen eerder was overleden. De Cock besluit in de avondbladen ook een foto van het lijk te laten afdrukken. Annette van het Sticht meldt zich desgevraagd bij de twee rechercheurs. Ze heeft ooit een intieme relatie met haar baas gehad, maar die is voorbij. Er waren meer relaties op het parket tussen Karel en zijn ondergeschikten. Men denkt dan ook dat hij een nieuw warm bed heeft gevonden. Annette behandelt ook het oprollen van de maffiabende, waarin deze week actie zou worden ondernomen. Na haar vertrek meldt zich een andere mooie vrouw, Cecile Burroughs. Laatstgenoemde dame speelt cricket bij de ACC en kent vanuit het clubhuis Philip de Lent, die door haar wordt herkend als het grachtenlijk. Hij speelde in het vierde team, het team van de oude mannen boven de 30. Zijn vrouw Grace, die met Philip in scheiding ligt, heeft vroeger ook in haar damesteam gespeeld. Cecile laat de identificatie over aan Grace, die overigens erop uit was Philip te (laten) vermoorden. Dick Vledder is toch blij met de komst van Cecile. Hij heeft nu snel een kantooradres. Mr. P. A. de Lent, Keizersgracht advocaat en procureur. Privéadres In de Korenmolen 233 Duivendrecht. De Cock besluit om eerst maar eens daar op condoleancebezoek te gaan .
Zoals ze reeds verwachtten is de kersverse weduwe niet onder de indruk. Philip omringde zich steeds meer met onderwereldfiguren en joeg achter de mammon aan. Toen hij zich associeerde met Peter Gramsma, die potenpillen namaakt en verhandelt, heeft ze hem het huis uit gezet. Terug op het bureau wordt Dick Vledder met al zijn bevindingen afgepoeierd door de Amsterdamse Narcoticachef hoofdinspecteur Willem Karperhof. De Cock besluit in Baarn te gaan vragen aan Peter Gramsma waarom hij zijn advocaat heeft geliquideerd? Ze komen bij een imposante villa aan de Prinses Marielaan 18. Het gesprek met Peter leidt tot niets, maar in de garderobe ontdekt De Cock de damesregenmantel en laarsjes van Annette van het Sticht. De grijze speurder combineert dat beeld met de opmerking van Peter Gramsma dat hij bij justitiële acties in zijn richting bijtijds wordt gewaarschuwd. Terug in Amsterdam is er een nieuwe melding van een lijk in de Brouwersgracht bij de Melkmeisjesbrug. Deze keer heeft het slachtoffer wederom een breinaald in de rug en de rechercheurs herkennen van de foto Donker-Korzelius, de vermiste Officier van justitie. Zoals reeds verwacht is ook deze weduwe niet onder de indruk. Tijdens de terugrit merkt Dick Vledder op dat haar breiwerkje van vier pennen is teruggegaan naar drie pennen. Brei-expert De Cock weet nu eenmaal dat elk breiwerkje anders is. Vanwege de sneeuwbuien besluiten ze een cognackie te gaan halen bij Smalle Lowietje tegen de verkoudheid. Lowie noemt Philip de Lent een advocaat van kwaaie zaken. Hij legt nog eens uit dat moord nog steeds boven zijn tolerantiegrens uitstijgt. De caféhouder noemt in verband met Philip de Lent ook zijn makker, ene Ralf van Zutphen. Hij is directeur van Holland Electronics aan de Vijzelgracht.
Terug aan het bureau buigt Dick Vledder zich over de ontvangen ledenlijst van ACC. In het vierde team spelen Marinus Donker-Korzelius, Philip de Lent en Ralf van Zutphen. De volgende ochtend heeft Dick Vledder deze keer wel een goed gesprek gehad met Willem Karperhof van de Narcoticabrigade. De Cock legt Dick Vledder uit dat het ontstaan van lekken toeneemt naarmate meer mensen ergens weet van hebben. Daarom is hij zo blij met zijn eigen rechercheduo met alleen aan het eind van een zaak hulp van andere rechercheurs. Dick Vledder had nog te horen gekregen dat Holland Electronic bij de narcoticajongens bekendstaat als een witwasfirma. De Cock gaat voor een kort onderhoud naar chef Buitendam, maar wordt prompt weer weggestuurd als hij de vermoorde officier van justitie een rokkenjager noemt. Dick Vledder heeft een heel prettig gesprek gehad met de secretaris van ACC, de heer Ronald Andrews. Hij had clubleden nodig voor de identificatieprocedure. De Cock daarentegen ondervond alleen maar tegenwerking van dezelfde secretaris, die nota bene zelf in ACC-4 speelt. De Cock besluit naar het clubhuis van ACC te gaan om poolshoogte te nemen.
Ze worden in het imposante clubhuis ontvangen door weduwe Alida van Amerongen. Ze geeft informatie over het team ACC-4 en noemt een nog onbekende vriend van de slachtoffers, ene Felix Rietveld. Desgevraagd geeft ze toe veel te breien, vooral de pullovers van de leden. Dick Vledder gaat naar de sectie en op De Cock wacht aan de Warmoesstraat Ralf van Zutphen. Het gesprek levert De Cock weinig meer op dan een klavertjevier op zijn rechteronderarm. Vervolgens komt weduwe Grace de Lent uithuilen bij de rechercheurs. De ex-vriendin van haar man Cecile Burroughs verwijt haar wel te varen met de dood van haar man. Over een week zouden zij en haar zeer vermogende man immers gescheiden zijn. Ze vindt alles zeer intimiderend. Rechercheur De Cock verplicht Dick Vledder om mee te gaan naar de begrafenis op Zorgvlied. Hij stuurt de aanwezige Smalle Lowietje echter weg, omdat de moordenaar die Lowie verdenkt, niet zal komen opdagen. Hij is bang dat Lowie een longontsteking oploopt op de begrafenis van de officier van justitie. De Cock confronteert Annette van het Sticht met haar vermoedelijke aanwezigheid in Baarn. Terug op het politiebureau meldt de wachtcommandant dat er een aanslag is gepleegd op Alida van Amerongen, die echter mislukt is. Volgens de Amstelveense politie was het een slechte schutter met een 9mm-revolver bij haar woonhuis aan de Graaf Florislaan. Bovendien komt Cecile Burroughs eisen dat De Cock deze aanslag overneemt van de Amstelveense collega’s. Cecile beschuldigt weduwe Grace de Lent van de aanslag. Laatstgenoemde was ook niet bij de begrafenis van haar man. Daar was Cecile als enige.
Ook Annette van het Sticht meldt zich weer. Ze geeft alsnog toe samen met haar nieuwe vriend jurist, Felix Rietveld, in het huis van Peter Gramsma te zijn geweest op het moment dat De Cock en Vledder daar ook waren. En ook Felix heeft een klavertjevier op zijn onderarm. Na haar vertrek is De Cock overtuigd van de doorslaggevende betekenis van het klavertjevier. Mannen met klavertjevier lopen een grote kans te worden vermoord. Als De Cock na middernacht naar huis wil gaan, drijft er weer een lijk in de Brouwersgracht. Voor de derde keer hetzelfde recept. Deze keer wordt Ralf van Zutphen opgevist. De volgende dag heeft De Cock moeie voeten. Als Dick Vledder naar de derde sectie gaat, bezoekt De Cock de onvolprezen administratie van Afra Molenkamp. Vervolgens zet De Cock een valstrik op aan de Amstelveense Graaf Florislaan. Felix Rietveld heeft een zendertje dat in verbinding staat met een politieauto. Deze keer met Fred Prins, Appie Keizer en Hans Rijpkema. Een Volkswagen Polo voor de deur brengt de Volkswagen Golf met De Cock Vledder en Annet naar een witte caravan. De Cock betrapt een naakte Cecile Burroughs boven op een naakte Felix. Een deurtje verder staat Alida van Amerongen met breinaald klaar om weer toe te slaan. De Cock arresteert Cecile, Felix en Alida.
Thuis legt De Cock het weer uit voor Appie Keizer, Fred Prins en Hans Rijpkema. Hij noemt het de moeizame zaak van de dode meesters. Ze waren alle drie meester in de rechten. De drie vermoorde mannen hadden alle drie iets met Peter Gramsma van doen, maar dat was helaas dit keer echt toeval. De breinaald was belangrijker, want huurmoordenaars moorden niet met een breinaald. De tatoeages duiden op een verbond. De mislukte aanslag op Alida van Amerongen zette De Cock op het spoor. Alida was bij de moorden betrokken. Hij verdenkt de dode Ralf van Zutphen van deze aanslag. De drie mannen maakte alle drie een seksafspraak in de witte caravan van Cecile Burroughs en werden tijdens het liefdesspel met een breinaald in de rug gestoken door Alida. Het motief vond De Cock in de onvolprezen administratie bij Afra Molenkamp. Tien jaar geleden verdronk een jongeman met een alcoholpromillage van 3,2. Omdat zijn gulp openstond nam de dienstdoende rechercheur maar aan dat hij tijdens het plassen in de gracht was gedonderd en verdronken. Het was Ronald van Amerongen, de zoon van Alida. Hij was tijdens de ontgroening van het dispuut ‘Probandum’ als geheelonthouder volgegoten met whisky. Hij geraakte in coma en de vier verantwoordelijke ouderejaars lieten hem neerdalen in de Brouwersgracht. Na afloop lieten ze alle vier bij Tattoo-Peter een tatoeage op de rechteronderarm aanbrengen. Tijdens haar bardienst enkele weken terug op ACC hoorde Cecile Burroughs het desbetreffende verhaal van de vier heren toevallig tot zich komen en ze lichtte haar vriendin Alida van Amerongen in. Ze hadden geen vertrouwen in de Nederlandse rechtspleging mede omdat het hier 4 meesters in de rechten betrof. Cecile en Alida gaan op voor de drie moorden, Felix voor het lijk tien jaar geleden in de Brouwersgracht. Als de rechercheurs weg zijn, legt De Cock zijn vrouw nog desgevraagd de trefzekerheid van de breinaald uit. Alida was tot haar huwelijk operatiezuster geweest en wist waar in de rug de breinaald moest worden gestoken.

## Luisterboek
Van De Cock en de dode meesters verscheen in 2003 een luisterboek bij Nova Zembla, voorgelezen door Rudi Falkenhagen.

## Voetnoten
1. ↑  In een later deel wordt duidelijk waarom. Dick Vledder heeft zelf een korte tijd cricket gespeeld bij ACC. Zie het verhaal:De Cock en een duivels komplot
2. ↑  De Cock noemt ACC de Amstelveense Cricket Club. De naam is echter de Amsterdamsche Cricket Club. ACC speelt pas sinds 2000 in Amstelveen, hetgeen de verwarring compleet maakt.
3. ↑  Wat bewezen moet worden.